# Notiphila erythrocera
Notiphila erythrocera är en tvåvingeart som beskrevs av Friedrich Hermann Loew 1878. Notiphila erythrocera ingår i släktet Notiphila och familjen vattenflugor. Inga underarter finns listade i Catalogue of Life.